# Los Fabulosos Cadillacs
Los Fabulosos Cadillacs är en Argentinsk musikgrupp bildad 1985 i Buenos Aires. De är bland de mest kända i den spansktalande världen och har spelat en avgörande roll för den moderna latinamerikanska musiken. Gruppen splittrades 2001 men återförenades 2008. Sammanlagt har de släppt 15 album.
De har gjort sig kända för att blanda en mängd olika musikstilar i sina låtar, såsom ska, samba, reggae, salsa och mambo. Gruppen räknas även som ett storband på grund av sina många medlemmar. Centralfigurerna i gruppen är sångaren Gabriel Fernandez Capello (känd som Vincentico) och basisten Flavio Cianciarulo (känd som Sr. Flavio), vilka är de enda som varit med i gruppen sedan den bildades och vilkaa skrivit merparten av låtarna och sångtexterna; övriga medlemmar har kommit och gått genom åren.
1994 hade de en stor hit med låten Matador som man bland annat tilldelades pris på MTV Video Music Awards för bästa gruppvideo samma år. 1998 vann gruppen också en Grammy för Bästa Latinska Rockalbum för albumet Fabulosos Calavera.

## Diskografi (urval)
- Bares y Fondas (1986)
- Yo Te Avisé (1987)
- El Ritmo Mundial (1988)
- El Santancio Dr. Cadillac (1989)
- Volumen 5 (1990)
- El Léon (1992)
- Rey Azúcar (1995)
- Fabulosos Calavera (1997)
- La Marcha del Golazo Solitario (1999)
- La Luz del Ritmo (2009)
- El Arte De La Elegancia DE LFC (2009)